# Podmornice razreda Lira
Razred Lira (rusko Проект 705 Лира, Projekt 705 Lira, lira) je bil razred jurišnih jedrskih podmornic Sovjetske in Ruske vojne mornarice. Bile so ene izmed najhitrejših podmornic z uradno hitrostjo 41 vozlov (76 km/h), hitrejši je bil samo razred Ančar.

## Zgodovina
Projekt 705 Lira je leta 1957 predlagal Mihail Rusanov in z konstruiranjem so začeli pod njegovim vodstvom maja 1960 v Leningradu v konstruktorskem biroju SKB-143. Kasneje se je SKB-143 združil z birojem OBK-16 in preimenoval v »Malahit, centralni konstruktorski biro« – skupaj z Rubinom in Lazuritom eden od treh sovjetskih birojev za konstruiranje podmornic. Pri konstrukciji je bilo treba doseči več ciljev: visoka hitrost, možnost izmikanja sovražnikovemu protipodmorniškemu orožju, nizka opaznost, majhen izpodriv in majhna posadka. Podmornice so imele izpodriv 2300 t na gladini in 3200 t pod vodo. To je precej manj od drugih jedrskih podmornic in je primerljivo z dizel-električnimi podmornicami. Za skrajšanje reakcijskega časa podmornice je bilo število članov posadke zmanjšano, upravljanje podmornice pa je bilo visoko avtomatizirano (vse sisteme je bilo mogoče voditi iz nadzorne sobe podmornice). Število avtomatskih sistemov je bilo po začetnem predlogu samo 16, vendar je potem naraslo na 31. Najpomembnejši med njimi so:
- Akord: bojni informacijski in nadzorni sistem, ki prejme in procesira hidroakustične, televizijske, radarske in navigacijske podatke drugih sistemov ter določa lokacijo, hitrost in predvideno trajektorijo drugih ladij, podmornic in torpedov,
- Sargan: sistem za nadzor orožij, ki nadzoruje napad, ciljanje torpedov in uporabo protiukrepov ročno ali samodejno,
- Okean: avtomatiziran hidroakustični (sonarski) sistem, ki zagotavlja podatke o tarčah za druge sisteme in odstranjuje potrebo za delo posadke z opremo za odkrivanje,
- Sož: navigacijski sistem in Boksit – sistem za nadzor smeri, ki integrira smer, globino, iskanje ravnotežja in nadzor hitrosti za ročno, samodejno ali programirano manevriranje,
- Ritm: sistem za nadzor delovanja strojev na krovu, odstranjuje potrebo za posadko, ki vzdržuje jedrski reaktor in ostale stroje; bil je glavni dejavnik pri zmanjševanju posadke,
- Alfa: sistem za nadzor tveganja,
- TV-1: televizijski optični sistem za zunanje opazvanje.

Razred Lira je bil pionirski na številnih področjih. Za razredom Ančar je bil to drugi razred s trupom iz titana in prvi, ki ga je poganjal jedrski reaktor, hlajen z evtetično zlitino tekočega bizmuta in tekočega svinca (55,5 % bizmuta in 44,5 % svinca). Uporabljena sta bila modela OK-550 glavnega inženirja Igorja Afrikantova iz konstruktorskega biroja OKBM iz Nižnega Novgoroda (bločni dizajn s tremi črpalkami za hladilno tekočino) in BM-40A, ki ga je konstruiral glavni inženir Vasilij Stekoljnikov, direktor biroja OKB Gidropress iz Leningrada (bločni dizajn s dvema črpalkama za hladilno tekočino), oba toplotne moči 155 MW. Te vrste jedrski reaktor je bil manjših dimenzij kot konvencionalni tlačnovodni in je omogočil izgradnjo podmornic manjših dimenzij. Manjše podmornice imajo manjši vodni upor in tako večjo hitrost. Po drugi strani je imel jedrski reaktor kratko življenjsko dobo in je moral biti ogret tudi, ko ni bil v uporabi, saj se bizmutovo-svinčeva zlitina strdi pri 125 °C in v tem primeru ponovni zagon jedrskega reaktorja ni mogoč. V pomorskem oporišču so to dosegli z zunanjim ogrevanjem s pregreto paro, tj. paro segreto nad temperaturo vrelišča pri danem tlaku. Podmornice razreda Lira so bile večino časa v pomorskem oporišču v pripravljenosti za hitro posredovanje v Severnem Atlantiku. Njihova slabost je bil velik hrup in tako velik odtis na sonarju.
Pri konstruiranju razreda Lira se je konstruktorski biro SKB-143 opiral na izkušnje od gradnje podmornice K-222 razreda Ančar, ki je bila najhitrejša podmornica v zgodovini in prva podmornica na svetu s trupom iz titana. Zaradi nje je Ameriška vojna mornarica pospešila razvoj torpeda ADCAP in izstrelka Sea Lance, Kraljeva vojna mornarica pa je razvila visokohitrostni torpedo Spearfish.
Gradnja prve podmornice v razredu se je začela leta 1968, pri gradnji sta sodelovali ladjedelnica Admiralti (rusko Адмиралтейские верфи, Admiraltejskije verfi) iz Leningrada in ladjedelnica Sevmaš iz Severodvinska. V uporabo je bila predana leta 1971. Do leta 1981 je bilo zgrajenih sedem podmornic. Vse so bile del Severne flote Sovjetske in Ruske vojne mornarice.

## Enote
| Ime   | Ladjedelnica                   | Gredelj položen   | Splavljena         | Predana            | Stanje                                |
| ----- | ------------------------------ | ----------------- | ------------------ | ------------------ | ------------------------------------- |
| K-64  | Admiralti (Sudomeh), Leningrad | 2. junij 1968     | 22. april 1969     | 31. december 1971  | Upokojena 19. avgusta 1974, za razrez |
| K-123 | Sevmaš, Severodvinsk           | 22. december 1967 | 4. april 1976      | 12. december 1977  | Upokojena 31. julija 1996, za razrez  |
| K-316 | Admiralti (Sudomeh), Leningrad | 26. april 1969    | 25. julij 1974     | 30. september 1978 | Upokojena 19. aprila 1990, za razrez  |
| K-432 | Sevmaš, Severodvinsk           | 12. november 1967 | 3. november 1977   | 31. december 1978  | Upokojena 19. aprila 1990, za razrez  |
| K-373 | Admiralti (Sudomeh), Leningrad | 26. junij 1972    | 19. april 1978     | 29. december 1979  | Upokojena 19. aprila 1990, za razrez  |
| K-493 | Sevmaš, Severodvinsk           | 21. januar 1972   | 21. september 1980 | 30. september 1981 | Upokojena 19. aprila 1990, za razrez  |
| K-463 | Admiralti (Sudomeh), Leningrad | 26. junij 1975    | 30. marec 1981     | 30. december 1981  | Upokojena 19. aprila 1990, za razrez  |